# Egon Petri

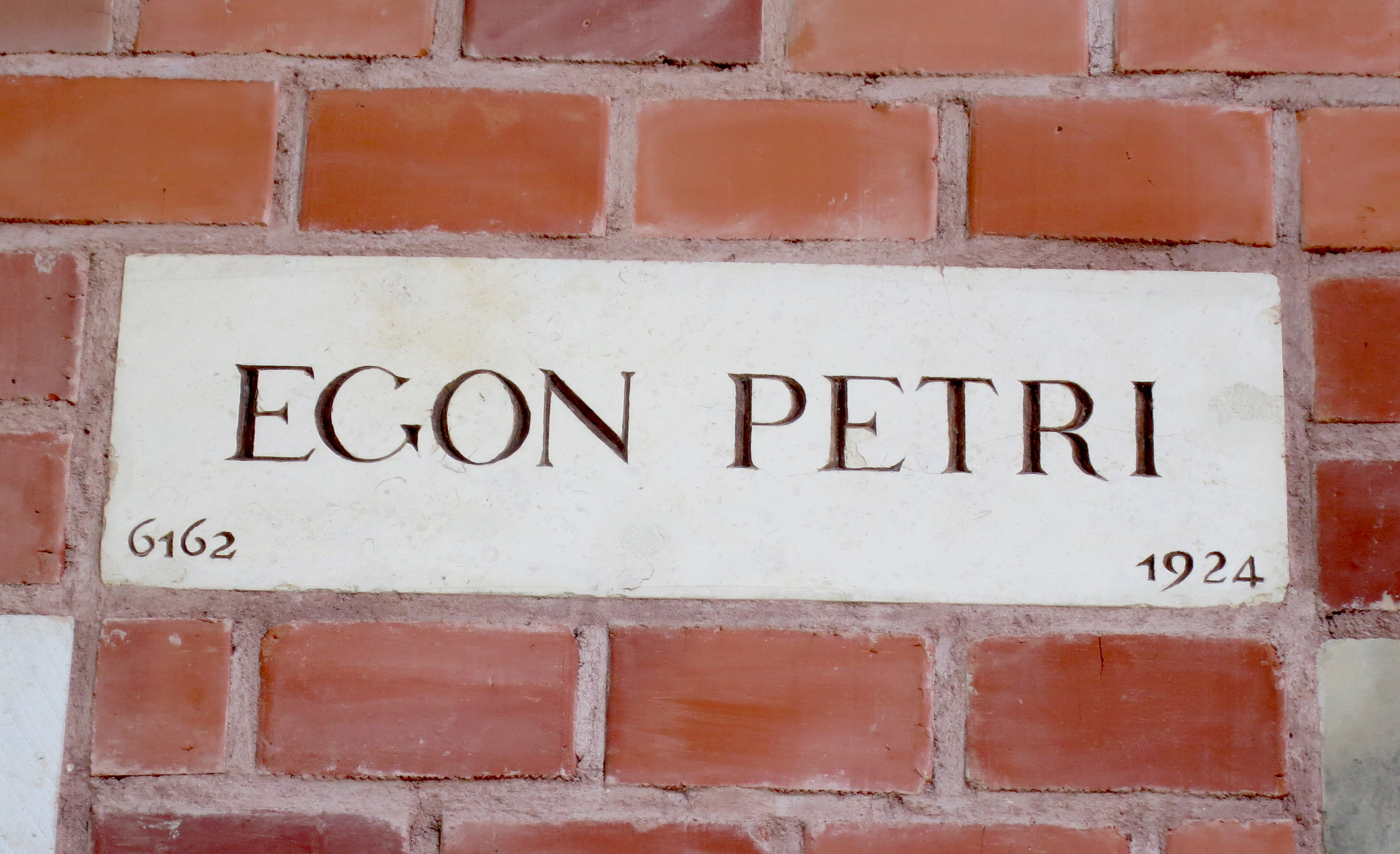
Cegiełka wawelska Egona Petri w Krakowie

Egon Petri (ur. 23 marca 1881 w Hanowerze, zm. 27 maja 1962 w Berkeley) − niemiecki pianista i pedagog pochodzenia holenderskiego.

## Życiorys
Pod kierunkiem ojca Henriego P. (1856-1914), ucznia J. Joachima rozpoczął naukę gry na skrzypcach. Studia pianistyczne rozpoczęte u T. Carreño i R. Buchmayera w Berlinie (1888) kontynuował od 1901 u F. Busoniego w Weimarze i Berlinie, stając się z czasem (1914) jego asystentem i współpracownikiem. Uczył się także gry na organach i kompozycji u F. Draesekego w Dreźnie. Tutaj w latach 1899-1901 P. był skrzypkiem w orkiestrze Hofoper oraz drugim skrzypkiem w założonym przez ojca kwartecie smyczkowym. Za namową Busoniego od 1901 poświęcił się wyłącznie pianistyce (nie licząc sporadycznych występów w roli organisty – n.p. III Symfonia C. Saint-Saënsa
w Filharmonii Warszawskiej w 1919).
Swoją działalność koncertową w krajach europejskich rozpoczął m.in. cyklem koncertów w duecie z Busonim – Londyn (1921) i występy w Związku Radzieckim (w 1923 – 31 koncertów w 40 dni) łącząc je z pracą pedagogiczną. W latach 1905–1911 wykładał w Royal Manchester College of Music, 1911-1917 w Berlinie, 1920/21 w konserwatorium w Bazylei i od 1921 ponownie w Berlinie – w Hochschule für Musik. Był współredaktorem (z Busonim i B. Mugellinim) wydania zbiorowego utworów fortepianowych J.S. Bacha. W lutym 1914 wystąpił po raz pierwszy jako pianista w Filharmonii Warszawskiej.
Od 1916 Petri występował często w Warszawie, Łodzi, Poznaniu, Lwowie i Krakowie, zatrzymując się w Zakopanem (od 1920), które w latach 1926-1939 było jego stałą siedzibą. Tu dawał recitale w sali hotelu Morskie Oko i koncertował z towarzyszeniem miejscowej orkiestry symfonicznej prowadzonej przez A. Furmańskiego. Stąd wyjeżdżał na koncerty do innych krajów europejskich i Stanów Zjednoczonych (od 1932) oraz na gościnne wykłady w konserwatoriach we Lwowie, Krakowie i Malkin Conservatory w Bostonie.
Dnia 1 września 1928 w Konserwatorium Towarzystwa Muzycznego w Krakowie Petri otworzył klasę fortepianu (tzw. kurs mistrzowski). Pierwszym jego uczniem i asystentem zarazem został Jan Hoffman. Współpraca obu muzyków trwała do 1931. Jak wysoko cenił Petri pianistę polskiego świadczy fakt, że również mianował go swym asystentem w berlińskiej Musikhochschule, gdzie także w tym czasie uczył. Kilka dni przed wybuchem II wojny światowej Petri wraz z małżonką (zostawiając cały dobytek) opuszcza Zakopane udając się do Stanów Zjednoczonych, gdzie został naturalizowany jeszcze w 1939.
W 1939 osiadł tutaj na stałe. W latach 1940–46 wykładał w Cornell University, 1947-57 w Mills College w Oakland (Kalifornia), 1952-62 w San Francisco Conservatory. Do jego uczniów należeli m.in. Grant Johannesen, Earl Wild, Vitya Vronsky, Eugene Istomin a w klasie mistrzowskiej (którą prowadził 1957-58 w konserwatorium w Bazylei) – John Ogdon.
Styl gry P. – ukształtowany pod silnym wpływem Busoniego – charakteryzował się wielką biegłością techniczną, bogactwem palety dźwiękowej, precyzją, wyrazistością i plastycznością szczegółów. Posiadał rozległy repertuar, w którym dominowały dzieła J.S. Bacha, Mozarta, Beethovena, Brahmsa, Liszta, C. Francka a także rzadko grywane utwory Ch.V. Alkana. Ewenementem sezonu 1919 w Warszawie stał się recital P., którego program zawierał kilkadziesiąt etiud Chopina, Liszta, Henselta, An. Rubinsteina i Alkana. Petri był też znakomitym odtwórcą utworów fortepianowych Busoniego, z których wiele zarejestrował na płytach (Columbia).
Petri zmarł 27 maja 1962 – mając 81 lat – w  Berkeley (Kalifornia).